# Mmatshumo
Mmatshumo – wieś w Botswanie w dystrykcie Central. Według spisu ludności z 2011 roku wieś liczyła 1122 mieszkańców.